# Incidencia política
La abogacía, a veces llamada incidencia política, es un proceso llevado a cabo por un individuo o un grupo, que normalmente tiene como objetivo influir sobre las políticas públicas y las decisiones de asignación de recursos dentro de los sistemas políticos, económicos, sociales e institucionales, ya que puede estar motivado por principios morales, éticos, altruistas, o de propia convicción o, simplemente, orientado a proteger un activo de interés o un colectivo. La incidencia política puede incluir muchas actividades que una persona u organización se compromete a desarrollar o promover, a través de campañas en los medios de comunicación, o a través de otras vías (conferencias públicas, publicaciones de investigaciones o encuestas, difusión boca a boca, etc). Este proceso incluye el cabildeo (a menudo realizado por grupos de presión o por ONG) como forma directa de incidencia política, materializado en una aproximación a legisladores y dirigentes, en relación con alguna temática de mediana o gran incidencia en la política moderna.

## Léase también
- Asbridge, M. 2004. Public place restrictions on smoking in Canada: assessing the role of the state, media, science and public health advocacy. Social science & medicine 58(1):13-24.
- Cohen, D., R. de la Vega, G. Watson. 2001. Advocacy for social justice. Bloomfield, CT: Kumarian Press
- Jerningan, D. H. and P. Wright. 1996. Media advocacy: lessons from community experiences. Journal of Public Health Policy Vol.17, No.3: 306-330.
- Keck, M. E. and K. Sikkink. 1998. Activists beyond borders: advocacy networks in international politics. Baltimore, MD: Cornell University Press.
- Loue, S., L. S. Lloyd, D. J. O’shea. 2003. Community health advocacy. New York: Kluwer Academic/Plenum Publishers.
- Young, L. And J. Everitt. 2004. Advocacy groups. Vancouver, BC: University of British Columbia Press
- 'Those Who Suffer Much, Know Much' 5th 2010 edition, Cris Kerr, Advocate for the value of Patient Testimony http://www.ldnresearchtrustfiles.co.uk/docs/2010.pdf